# Жакарезинью (микрорегион)

Жакарезинью на карте.

Жакарезинью (порт. Microrregião de Jacarezinho) — микрорегион в Бразилии, входит в штат Парана. Составная часть мезорегиона Север Пиунейру-Паранаэнси. 
Население составляет 	122 552	 человека (на 2010 год). Площадь — 	2755,939	 км². Плотность населения — 	44,47	 чел./км².

## Демография
Согласно сведениям, собранным в ходе переписи 2010 г. Национальным институтом географии и статистики (IBGE), население микрорегиона составляет:						
| Полное население                             | Полное население                             | Полное население                             | Полное население                             | 122 552 |
| -------------------------------------------- | -------------------------------------------- | -------------------------------------------- | -------------------------------------------- | ------- |
| в том числе:                                 | Городское население                          | 104 995                                      | Процент городского населения, %              | 85,67   |
|                                              | Сельское население                           | 17 557                                       | Процент сельского населения, %               | 14,33   |
|                                              | Мужское население                            | 60 182                                       | Процент мужского населения, %                | 49,11   |
|                                              | Женское население                            | 62 370                                       | Процент женского населения, %                | 50,89   |
| Плотность населения, чел/км²                 | Плотность населения, чел/км²                 | Плотность населения, чел/км²                 | Плотность населения, чел/км²                 | 44,47   |
| Население микрорегиона в % к населению штата | Население микрорегиона в % к населению штата | Население микрорегиона в % к населению штата | Население микрорегиона в % к населению штата | 1,17    |

## Статистика
- Валовой внутренний продукт на 2003 год составляет 856 481 296,00 реалов (данные: Бразильский институт географии и статистики).
- Валовой внутренний продукт на душу населения на 2003 год составляет 7154,80 реалов (данные: Бразильский институт географии и статистики).
- Индекс развития человеческого потенциала на 2000 год составляет 0,762 (данные: Программа развития ООН).

## Состав микрорегиона
В составе микрорегиона включены следующие муниципалитеты:
1. Барра-ду-Жакаре
2. Камбара
3. Жакарезинью
4. Жундиаи-ду-Сул
5. Рибейран-Клару
6. Санту-Антониу-да-Платина